# Danny Sugerman
Daniel Stephen Sugerman, também conhecido por Danny (11 de outubro de 1954 – 5 de janeiro de 2005) foi o segundo manager da banda rock The Doors, e autor de vários livros sobre Jim Morrison e os Doors, incluindo No One Here Gets Out Alive em co-autoria com Jerry Hopkins, e a autobiografia Wonderland Avenue.  Sugerman substituiu o manager original dos Doors, Bill Siddons, pouco tempo após a morte de Morrison em 1971. Ajudou o realizador Oliver Stone na produção do filme de 1991 The Doors. 
Sepultado no Westwood Village Memorial Park Cemetery.

## Livros
- No One Here Gets Out Alive (1980, com Jerry Hopkins)
- The Doors (1983)
- The Doors, the Illustrated History (1983)
- Wonderland Avenue: Tales of Glamour and Excess (1991)
- Appetite For Destruction: The Days Of Guns N' Roses (1991)